# Artur Brzozowski
Artur Brzozowski (* 29. März 1985 in Nisko) ist ein polnischer Geher.

## Sportliche Laufbahn
Artur Brzozowski trat 2004 zum ersten Mal bei den Polnischen Meisterschaften als Geher an und belegte über 20 km den elften Platz. Bei den U20-Meisterschaften Polens wurde er Vierter. 2005 wurde belegte er den siebten Platz bei den Polnischen Meisterschaften. Im Juli trat er in Erfurt bei den U23-Europameisterschaften an und belegte mit einer Zeit von 1:31:44 h den zwölften Platz. Später im Oktober absolvierte er erstmals einen Wettkampf über die 50-km-Distanz und erreichte bei den Österreichischen Meisterschaften im Gehen mit einer Zeit von 4:18:28 h als Vierter das Ziel. 2006 belegte er den vierten Platz bei den Polnischen U23-Meisterschaften. Ein Jahr später gewann er mit Bestzeit von 1:24:17 h die Bronzemedaille bei den Polnischen Meisterschaften und wurde Anfang September zudem U23-Meister Polens. Im Juli trat er in Debrecen zum zweiten Mal bei den U23-Europameisterschaften an, wurde im Laufe des Wettkampfes allerdings disqualifiziert. 2008 steigerte er sich im Laufes des Jahres zweimal über 50 km und qualifizierte sich mit seiner neuen Bestzeit von 3:52:09 h für die Olympischen Sommerspiele in Peking. Dort wurde er allerdings ebenfalls, wie bei den U23-Europameisterschaften, disqualifiziert.
2009 gewann Brzozowski zum zweiten Mal Bronze bei den Polnischen Meisterschaften und steigerte sich dabei auf eine Zeit von 1:22:23 h. Anschließend trat er auch bei den Weltmeisterschaften in Berlin über diese Distanz an. Bei seinem WM-Debüt belegte er den 25. Platz. 2010 qualifizierte er sich mit neuer Bestzeit von 3:50:07 h zum ersten Mal für die Europameisterschaften, konnte in Barcelona den Wettkampf über 50 km allerdings nicht beenden. In den folgenden Jahren verpasste er die Qualifikationen für die großen internationalen Meisterschaften. 2013 siegte Brzozowski zum ersten Mal bei den Polnischen Meisterschaften. Zwischen 2017 und 2019 folgten drei weitere Siege über 20 km. 2017 wurde er Polnischer Meister im 10.000-Meter-Bahngehen. 2016 konnte er schließlich wieder an vorherige Zeiten anknüpfen und verbesserte sich im Juni auf eine Zeit von 1:22:11 h. Damit war er zum zweiten Mal für die Olympischen Sommerspiele qualifiziert und trat im August in Rio de Janeiro über 20 km an. Den Wettkampf dort beendete er auf dem 47. Platz. 2017 nahm Brzozowski außer Konkurrenz bei den Ozeanienmeisterschaften im Gehen teil und stellte mit 1:21:16 h eine neue Bestzeit über 20 km auf. Im August trat er zum zweiten Mal nach 2009 wieder bei den Weltmeisterschaften an. Dabei stellte er in London mit einer Zeit von 1:20:33 h seine persönliche Bestzeit auf und belegte damit den zwölften Platz. 2018 nahm er dann, ebenfalls zum zweiten Mal, an den Europameisterschaften teil, konnte in Berlin allerdings, wie auch 2010 in Barcelona, das Ziel nicht erreichen, diesmal aufgrund einer Disqualifikation.
2019 belegte Brzozowski im Mai beim Europäischen Geher-Cup im litauischen Alytus mit neuer Bestzeit von 3:46:42 h den vierten Platz über 50 km. In dieser Disziplin trat er dann Anfang Oktober bei den Weltmeisterschaften in Doha an. Den Wettkampf, der unter extremen Hitze- und Luftfeuchtigkeitsbedingungen stattfand, beendete er schließlich auf dem 22. Platz. Mit seiner Bestzeit aus dem Mai erfüllte er die Qualifikationsnorm für die Olympischen Sommerspiele in Tokio. Dort ging er Anfang August an den Start und erzielte als Zwölfter sein bestes Ergebnis bei seinen insgesamt dritten Olympischen Spielen. 2022 trat er zunächst bei den Weltmeisterschaften in Eugene an, wurde dort allerdings im Laufe des Wettkampfes über 35 km disqualifiziert. Bei den anschließenden Europameisterschaften in München konnte er über die gleiche Distanz den Wettkampf nicht beenden. Auch 2023 trat Brzozowski wieder bei den Leichtathletik-Weltmeisterschaften an. Wie ein Jahr zuvor in Eugene, wurde er erneut im Wettkampf über 35 km disqualifiziert.

## Wichtige Wettbewerbe
| Jahr              | Veranstaltung             | Ort               | Platz             | Disziplin         | Zeit              |
| Startet für Polen | Startet für Polen         | Startet für Polen | Startet für Polen | Startet für Polen | Startet für Polen |
| ----------------- | ------------------------- | ----------------- | ----------------- | ----------------- | ----------------- |
| 2005              | U23-Europameisterschaften | Erfurt            | 12.               | 20 km Gehen       | 1:31:44 h         |
| 2007              | U23-Europameisterschaften | Debrecen          |                   | 20 km Gehen       | DSQ               |
| 2008              | Olympische Sommerspiele   | Peking            |                   | 50 km Gehen       | DSQ               |
| 2009              | Weltmeisterschaften       | Berlin            | 25.               | 20 km Gehen       | 1:24:17 h         |
| 2010              | Europameisterschaften     | Barcelona         |                   | 50 km Gehen       | DNF               |
| 2016              | Olympische Sommerspiele   | Rio de Janeiro    | 47.               | 20 km Gehen       | 1:25:29 h         |
| 2017              | Weltmeisterschaften       | London            | 12.               | 20 km Gehen       | 1:20:33 h         |
| 2018              | Europameisterschaften     | Berlin            |                   | 20 km Gehen       | DSQ               |
| 2019              | Weltmeisterschaften       | Doha              | 22.               | 50 km Gehen       | 4:30:17 h         |
| 2021              | Olympische Sommerspiele   | Tokio             | 12.               | 50 km Gehen       | 3:54:08 h         |
| 2022              | Weltmeisterschaften       | Eugene            |                   | 35 km Gehen       | DSQ               |
| 2022              | Europameisterschaften     | München           |                   | 35 km Gehen       | DNF               |
| 2023              | Weltmeisterschaften       | Budapest          |                   | 35 km Gehen       | DSQ               |

## Persönliche Bestleistungen
Freiluft
- 5-km-Gehen: 20:42,95 min, 26. April 2008, Rzeszów
- 10.000-m-Bahngehen: 40:08,64 min, 27. März 2024, Warschau
- 20-km-Gehen: 1:20:33 h, 13. August 2017, London
- 35-km-Gehen: 2:34:41 h, 21. Mai 2023, Poděbrady
- 50-km-Gehen: 3:46:42 h, 19. März 2019, Alytus

Halle
- 5000-m-Bahngehen: 19:44,57 min, 17. Februar 2019, Toruń